# Elaine Chao
Elaine Lan Chao (cinese: 趙小蘭T, 赵小兰S, Zhào XiǎolánP, Chao Hsiao-lanW; Taipei, 26 marzo 1953) è una politica statunitense, membro del Partito Repubblicano, dal 2001 al 2009 Segretario del Lavoro nell'Amministrazione del Presidente George W. Bush e dal 2017 al 2021 Segretario dei Trasporti nell'Amministrazione del Presidente Donald Trump. È stata la prima donna di origine asiatica a ricoprire alti incarichi nelle Istituzioni degli Stati Uniti.

## Biografia

### Origini e primi incarichi

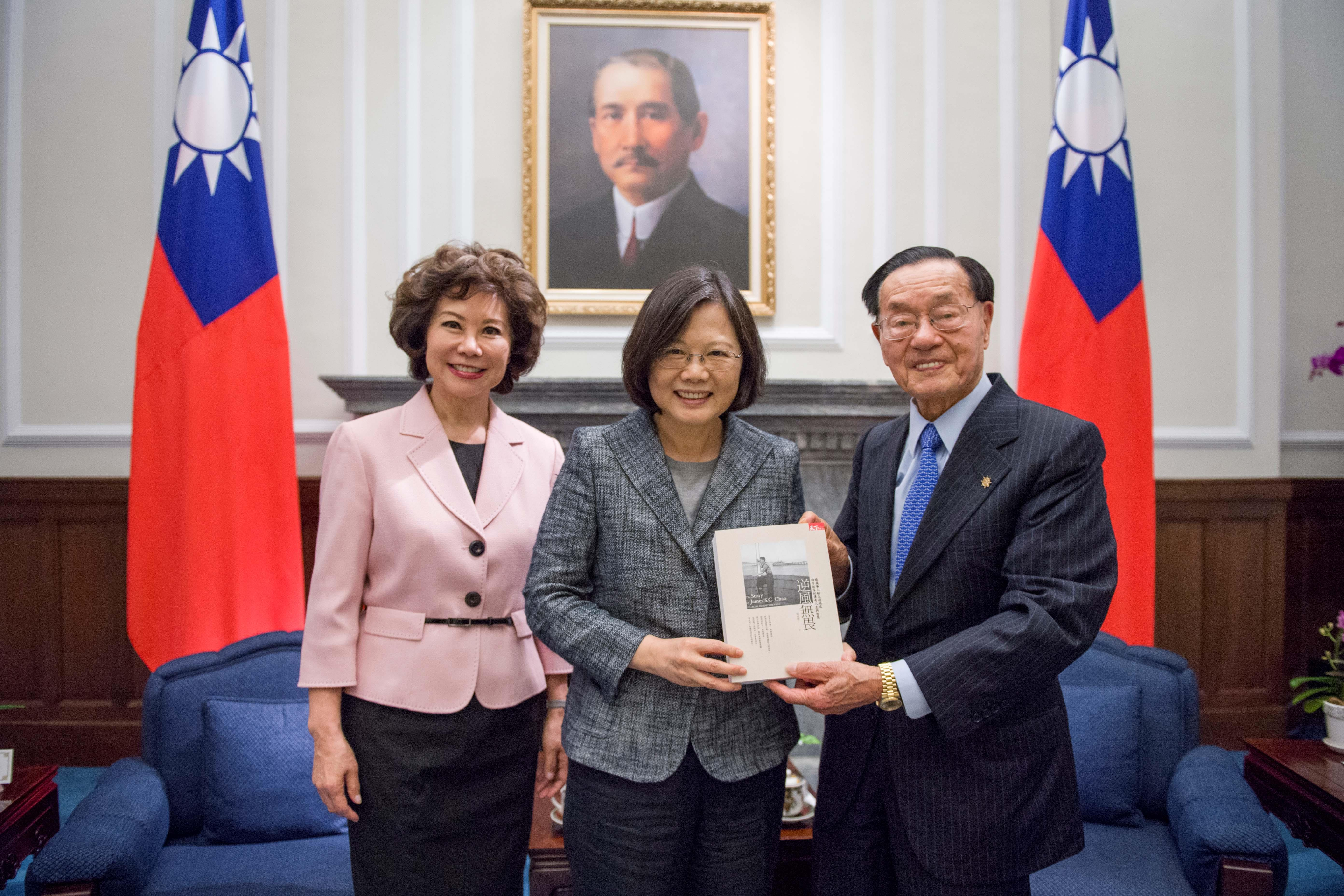
Elaine Chao nel 2016 con il padre e la presidente taiwanese Tsai Ing-wen

Elaine Chao è immigrata negli Stati Uniti assieme alla famiglia nel 1961, quando aveva otto anni, proveniente dalla città di Taipei, capitale dell'isola di Taiwan. La sua famiglia era fuggita dalla Cina dopo l'avvento al potere dei Comunisti nel 1949. Dapprima arrivò negli USA lei con la madre e due sorelle: dovettero viaggiare per 37 giorni e con molte difficoltà su una nave da carico, entrando in un Paese di cui non conoscevano la lingua. A causa di problemi economici e di difficoltà per il visto all'immigrazione, passarono tre anni prima che il padre riuscisse a ricongiungersi alla famiglia.
Ha studiato al Mount Holyoke College, dove nel 1975 ha ottenuto il B.A di Economia. Nel 1979 ha inoltre ottenuto il M.B.A. presso la Harvard Business School. Chao ha anche studiato presso il MIT, il Dartmouth College, ed alla Columbia University. Prima di passare agli incarichi pubblici ha lavorato nel settore bancario per Bank of America e Citigroup.
Forte dell'esperienza famigliare nel campo delle attività marittime (il padre ha fondato negli anni sessanta il Gruppo Foremost, diventando un magnate delle spedizioni con vasti interessi commerciali negli Stati Uniti e in Cina), la Chao nel 1983 fu assunta come una delle dodici nuove collaboratrici alla Casa Bianca durante l'Amministrazione Reagan. Nel 1986 divenne sostituto di Direzione nella Amministrazione Marittima nel Dipartimento Federale dei Trasporti. Poi dal 1988 al 1989 è stata la Presidente della Commissione Marittima Federale, una Agenzia pubblica indipendente incaricata della regolazione nel settore del commercio marittimo.
Nel 1989 il Presidente George H. W. Bush la nominò quale Vice Ministro dei Trasporti. Era la prima volta che una donna , e per di più di origine asiatica, ricopriva un incarico del genere in un Dipartimento con un bilancio di 30 miliardi di dollari e 110.000 dipendenti.

### Agenzie di volontariato
Dal 1991 al 1992 la Chao fu nominata Direttore di Peace Corps, anche in questo caso registrando un primato sia come donna sia come origine. Durante il periodo di direzione dei Peace Corps, diede il via a progetti relativi a quei Paesi dell'Europa orientale - Lituania, Estonia, Lettonia - e dell'Asia Centrale, che erano da poco usciti dal Blocco sovietico.
Nel 1992 la Chao, al termine di una selezione che aveva riguardato più di 600 candidati, fu nominata Presidente e CEO di United Way of America, una importante organizzazione non profit statunitense che era entrata in crisi dopo che il suo precedente Presidente, in carica da 20 anni, era stato accusato e poi condannato per frode. Per dimostrare che era iniziata una nuova era di onestà e restituire fiducia in una organizzazione fondata sulle donazioni, Chao ridusse della metà la sua indennità e tagliò benefits e spese facili. Il movimento fu ristrutturato e fu stabilito un codice etico, attuando una trasparenza dei dati finanziari. Queste novità diventarono un modello per tutto il settore non profit. Tale incarico è durato sino al 1996.

### Incarichi di governo
Nel 2001, con l'elezione a Presidente di George Bush, Elaine Chao rientra nel Governo, e viene nominata Ministro del Lavoro. Anche in questo caso è la prima donna di origini asiatiche a ricoprire tale incarico. Un altro record della sua attività di governo consiste nell'essere l'unico Ministro che ha mantenuto la carica per tutti gli otto anni dei due mandati del Presidente Bush, dal 2001 al 2009. Durante il lungo mandato ministeriale Elaine Chao ha promosso diverse interventi e riforme che hanno riguardato il campo pensionistico ed il settore della sicurezza nel lavoro nel campo energetico e minerario. Nel novembre del 2008 fu varata una legge di tutela delle famiglie dei militari americani caduti in guerra ed altre norme per agevolare il reinserimento nella vita civile dei soldati. Nel 2002 il Dipartimento riuscì a far concludere una vertenza di lavoro nei porti della Costa Occidentale, che era già costata 1 miliardo di dollari al giorno di perdite.
Il 29 novembre 2016 il Presidente eletto Donald Trump nomina Chao Segretario dei Trasporti, un Dipartimento cruciale per i massicci piani di investimenti per la ricostruzione delle infrastrutture deteriorate negli USA, annunciati durante la campagna elettorale. Il 31 gennaio 2017 è entrata ufficialmente in carica in seguito all'approvazione della nomina da parte del Senato. Dopo l'assalto del 6 gennaio 2021 al Campidoglio, rassegna ufficialmente le dimissioni cinque giorni dopo attraverso un post sul suo account Twitter, in cui si diceva anche profondamente turbata per l'accaduto.

## Altre attività e riconoscimenti
Conclusa l'attività di governo, Elaine Chao svolge diverse attività pubbliche, sia per catene informative come Fox News, sia a favore di numerose organizzazioni non profit, tra le quali l'Institute of Politics, la Harvard Kennedy School of Government; il National World War II Museum; l'Harvard Business School Board of Global Advisors for the Asia Pacific region. Collabora inoltre con la "Heritage Foundation", un ente privato di ispirazione conservatrice che propugna i principi del mercato, della libertà individuale e dei tradizionali valori americani. Ha ricevuto ben 34 lauree honoris causa da altrettante istituzioni universitarie del mondo.

## Vita privata
Elaine Chao è dal 1993 la seconda moglie di Mitch McConnell, senatore repubblicano del Kentucky e leader di maggioranza al Senato durante l'amministrazione Trump. La coppia ha tre figli nati nel primo matrimonio del marito.